# Собакина, Арина Матвеевна
Ари́на Матве́евна Соба́кина (родилась около 1762 — дата смерти неизвестна) — русская артистка балета, комическая танцовщица конца XVIII века, одна из самых первых профессиональных русских балерин.

## Биография
Из Московского сиротского воспитательного дома. Там же обучалась танцевальному искусству под наставничеством французского балетмейстера и танцовщика Леопольда Парадиза — он заступил на работу в Воспитательный дом в 1778 году, а в 1780-м выпустил первых учеников своего балетного класса — семь танцовщиц и девять танцовщиков, среди этого первого выпуска были Арина Собакина, Василий Балашов, Гаврила Райков, Иван Еропкин.
Арина Собакина была направлена в Петербург в Вольный Российский Театр. Этот театр был открыт лекарем Воспитательного дома Карлом Книпером, но поскольку достаточного количества нужных артистов в России еще не набиралось, он заключил контракт с Воспитательным домом о поставке к нему на сцену выпускников сценических классов Воспитательного дома. Арина Собакина, попав в театр Книпера, сразу стала на этой сцене главной комической танцовщицей. В 1782 в театр пришел Иван Афанасьевич Дмитревский, который не только возглавил постановочные работы, но и вёл актёрские уроки. Арина Собакина работала в театре под его руководством. Однако внутри театра были сложные проблемы, из-за крайне неудовлетворительного отношения хозяина к актёрскому составу Воспитательный дом прекратил поставлять юных артистов в театр, в результате в скоро времени театр развалился и 1 сентября 1783 года Вольный театр был взят в структуру императорских театров. Часть труппы перешла на казённый кошт, а часть отправлена в Москву. В этой последней группе, отправленной обратно в Москву, была Арина Собакина.
К этому времени в Москве тоже появился публичный театр. В 1780 году он был открыт англичанином — предпринимателем и инженером Майклом Медоксом на улице Петровке в Москве и потому получил название Большой Петровский театр (из него позже родился сегодняшний Большой театр). В этот театр, переехав в Москву, и перешла Арина Собакина. Балетмейстерами и постановщиками там работали французские и итальянские хореографы, но балетная труппа в основном набиралась из русских артистов — выпускников воспитательного дома, где специально занимались их подготовкой. Репертуар московской труппы, находящейся вдалеке от столичного императорского двора, был более демократичным и предназначался не только для великосветской публики, поэтому включал в себя много комических балетов и бытовых жанровых сценок, близких творчеству А. Собакиной. В 1784-1785 гг. она была одной из ведущих актрис Петровского театра. Основным партнёром стал её соученик, наравне с ней занимавший первое положение в балетной труппе театра Медокса — Гаврила Райков.
Больше про неё ничего не известно.